# Скурковский, Алексей Леонидович
Алексе́й Леони́дович Скурко́вский (2 апреля 1981, Мозырь) — белорусский гребец-байдарочник, выступал за сборную Белоруссии в первой половине 2000-х годов. Серебряный призёр чемпионата мира, обладатель двух бронзовых медалей чемпионата Европы, многократный победитель республиканских и молодёжных регат. На соревнованиях представлял Гомельскую область, мастер спорта международного класса. Также известен как тренер и спортивный чиновник.

## Биография
Алексей Скурковский родился 2 апреля 1981 года в городе Мозырь, Гомельская область.
Активно заниматься греблей на байдарке начал в раннем детстве, проходил подготовку в детско-юношеской спортивной школе Мозырского завода мелиоративных машин, где с 1999 года работал тренером-преподавателем, и в гомельском государственном училище олимпийского резерва. Первого серьёзного успеха в профессиональном спорте добился в 2000 году, одержав победу на молодёжном чемпионате Европы.
На взрослом международном уровне Скурковский впервые заявил о себе в сезоне 2001 года, когда завоевал две бронзовые медали на чемпионате Европы в Милане, в четырёхместном экипаже с Романом Петрушенко, Алексеем Абалмасовым и Вадимом Махнёвым на дистанциях 500 и 1000 метров, тем самым выполнив норматив мастера спорта международного класса. Благодаря череде удачных выступлений удостоился права защищать честь страны на чемпионате мира в испанской Севилье — с теми же партнёрами стал серебряным призёром в полукилометровой гонке четвёрок, уступив лидерство лишь команде Словакии.
Имеет высшее образование. В 2005 году окончил Мозырский государственный педагогический университет имени И. П. Шамякина по специальности «Учитель физической культуры и специальной подготовки», факультет физической культуры, в 2015 году — Академию управления при Президенте Республики Беларусь по специальности «Государственное и местное управление».
После завершения карьеры профессионального спортсмена с 2006 года работал ведущим специалистом управления физической культуры, спорта и туризма Гомельского облисполкома. В 2011 году назначен директором учреждения «Центр олимпийского резерва по хоккею с шайбой и плаванию г. Жлобина». Является депутатом Жлобинского районного Совета депутатов от девятнадцатого Спортивного избирательного округа.
С ноября 2019 года возглавлял Хоккейный клуб «Гомель».
В феврале 2023 года назначен директором государственного учреждения «Гомельский областной комплексный центр олимпийского резерва».

## Награды и звания
- 2000 — 2003 гг. — чемпион Европы по гребле на байдарках и каноэ среди молодёжи, серебряный призёр чемпионата мира 2001 года.